# Jurassic Park 2: The Chaos Continues
Jurassic Park 2: The Chaos Continues (o Jurassic Park Part 2: The Chaos Continues) és un videojoc, de la sèrie de pel·lícules de Parc Juràssic per la SNES i la Game Boy. El joc prediu que el destí de Parc Juràssic està sense control pels esdeveniments de la primera pel·lícula, i que International Genetics Technologies vol restablir el control. D'altra banda, l'illa és vulnerable a atacs de fora.